# Maskavo
Maskavo, anteriormente conhecida como Maskavo Roots, é uma banda de reggae brasileira formada em 1993 em Brasília. Mudaram-se para São Paulo em 2000 com a consolidação de sua formação. A banda surgiu com o nome Maskavo Roots, mas reduziram o nome para Maskavo devido a mudanças em sua formação. Atualmente, a banda é formada por Marceleza (vocal), Prata (guitarra), Felipe Passos (teclados), Vini Gomes (bateria) e Alexandre Santos (baixo). Desde 2000, a banda já fez mais de 1.500 shows pelo Brasil e exterior, contendo dez álbuns e dois DVDs gravados.

## História

### Formação e primeiras atividades
A história começa quando o baterista Txotxa convida o guitarrista Rodrigo Prata, em 1991, para integrar a banda O Cravo Rastafari, que fazia cover de Bob Marley por Brasília e teve início em 1990. O grupo não tinha muita rigidez na formação, pois era integrada por amigos, mas conforme o tempo foi passando, a arregimentação da banda foi inevitável. No final de 1992, com a agenda bastante ocupada, Beto Brahns Hoven deixou o grupo levando o nome junto. O baixista Ricardo Marrara ocupou seu lugar, fechando a formação com Marcelo Vourakis (vocal), Joana Lewis (vocal), Quim Vasconcellos (teclados), Rodrigo Prata (guitarra), Txotxa (bateria) e o criador do nome Maskavo Roots, Carlos Pinduca (guitarra).
O ano de 1993 é marcado pelo batismo do Maskavo Roots e a gravação de sua primeira demo, que continha as músicas "Blond Problem", "Far Away", "Yo No Quieto Trabajar" e "D.D.P.". A época estava bem propicia ao lançamento de uma banda no Brasil, o movimento do rock estava fervilhando com bandas brasilienses, como Raimundos, Little Quail and The Mad Birds, Pravda, Oz, Low Dream, Os Cabeloduro, D.F.C; e do resto do país, como O Rappa, Virna Lisi, Pato Fu, Planet Hemp, Nação Zumbi e Mundo Livre S/A. Nessa empolgação, essa demo chega nas mãos do criadores do selo Banguela Records, Carlos Eduardo Miranda e os Titãs. Estes pediram uma versão em português das letras. A banda na mesma semana produziu uma nova demo com as músicas "Tempestade", "Quinta" e "Besta-Mole". Após um show no AeroAnta, em São Paulo, foi assinado o primeiro contrato fonográfico com o selo Banguela Records, que era ligado à Warner Music Brasil.
Logo no início de 1994, o grupo foi convidado a participar de um show na praia de Ipanema, no Rio de Janeiro. Aproveitando o embalo do show, foi assinado o primeiro contrato com o selo Banguela Records. A banda então retorna ao seu quartel general, a Chácara da avó do baixista Ricardo Marrara. A chácara foi o ponto inicial da preparação do álbum. O grupo inteiro se reunia em todas as tardes para criar os arranjos do álbum. A chácara foi um lugar bem pitoresco e bucólico no meio do cerrado. Foram preparadas 14 faixas para o álbum, a décima-quinta faixa foi extraída da primeira demo. As gravações do álbum ocorreram em outubro, no estúdio BepBop, em São Paulo, com a produção de Carlos Eduardo Miranda e Nando Reis. Antes da gravação, o grupo fez um show em Porto de Galinhas, em Pernambuco, com a novidade Nação Zumbi.
As gravações do álbum foram muito divertidas e por vezes surreais. Branco Mello e Sérgio Britto visitaram o estúdio e gravaram backing vocals na faixa "D.D.P." e foi uma época de muito aprendizado, em um grande estúdio de gravação, o BepBop, em São Paulo. Charles Gavin, Marcelo Fromer, Paulo Miklos e Tony Bellotto emprestaram seus amplificadores, guitarras, violão e bateria para a gravação do álbum. Entre outubro e novembro de 1994, ocorreu a produção do álbum. Beto Machado foi responsável pela parte técnica da gravação e veio a participar de mais três discos seguintes da banda.

### Maskavo Rootse mudanças na formação
Em 1995, é lançado o álbum homônimo Maskavo Roots. Foi o último ano em que as gravadoras ainda prensavam os materiais fonográficos em vinil. O período foi marcado por muitas viagens a São Paulo, shows e contrato com empresários. No mesmo ano, é lançado o videoclipe da música "Tempestade", gravado em uma piscina de ondas em Brasília, com a direção de Titi e que recebeu o selo Sim da MTV Brasil. A banda também participou da primeira transmissão ao vivo da MTV Brasil. A cobertura foi realizada durante o show no Ginásio do Ibirapuera em São Paulo, quando a banda estava abrindo o show de Jorge Ben Jor.  A faixa "Escotilha" é escolhida para a trilha sonora do segundo CD/LP da primeira temporada de Malhação da Rede Globo. No final do ano, o baterista Txotxa anunciou sua saída da banda, que se concretizaria no início de 1996.
Foram convidados vários bateristas a assumir o posto, porém nenhum com grande sucesso. Veio então, a iniciativa do então tecladista Quim Vasconcellos tomar posse da função. Quim teve que aprender a tocar bateria, mas este já vinha se arriscando nos intervalos do ensaios e não teve grandes dificuldades em dominar a bateria. Com as dificuldades de estabelecer a recente formação, o guitarrista Carlos Pinduca e a vocalista Joana Lewis anunciam suas saídas da banda. Txotxa retorna para fazer um show, na finada Fábrica em Brasília, com os remanescentes e então deixa o grupo de vez, seguindo estudando música na Berklee nos Estados Unidos.

### Melodia Que Eu ConheçoeSe Não Guenta, Por Que Veio?
Em 1997, a banda prepara mais um álbum. Com o fim do selo Banguela Records, os quatro integrantes remanescentes decidem gravar o material de forma independente, que se chamaria Melodia Que Eu Conheço. Fecham-se de novo em estúdio e dessa vez alugam uma sala no cultuado Porão do Rock na 207 norte, em Brasília.
Com esse mesmo disco, a banda é contratada pelo selo Chaos, da Sony Music, retornando ao casting das gravadoras multinacionais. É indicado para a produção de seu terceiro álbum, o inglês Paul Ralphes, baixista da banda gaulesa Bliss e que estava se radicando no Rio de Janeiro como produtor musical. A produção do álbum teve início no Rio de Janeiro e viria a se estender até fevereiro de 1998. O álbum se chama Se Não Guenta, Por Que Veio?. Para o lançamento, é preparado o videoclipe de "Djorous", gíria criada por amigos cervejeiros de Brasília e futuros participantes da Companhia de Comédia Os Melhores do Mundo. Para a segunda faixa de trabalho, é escolhida a regravação de "Tempestade", com a participação de Samuel Rosa, do Skank.
Após esse trabalho, a banda de arrisca mais na estrada, passando várias temporadas fora de casa. Foram turnês por várias cidades do Sudeste e Sul do Brasil. A banda também passou um tempo morando no Rio de Janeiro. A turnê se estendeu até meados de 1999, que começa ainda com a turnê do álbum. A banda é convidada a participar de um festival na cidade de Montenegro, logo após o carnaval, no Rio Grande do Sul, com as bandas Comunidade Nin-Jitsu, Ultramen e Nenhum de Nós. O empresário Dudu, convida a todos a arriscar passar uma temporada no estado. Foram alojados na casa do pai e irmão de Dudu. Logo conseguiram marcar uma turnê pelo estado.

### Mudança de nome,Já,AsaseAo Vivo em Atlântida
Na virada do século, a banda decide mudar o nome para somente Maskavo. A banda então, assinou com a Deckdisc, que na época era distribuída pela Abril Music. Na semana em que o contrato seria assinado, vem a noticia de que o vocalista Marcelo Vourakis não gravaria o álbum Já. O álbum já estava pronto, e a vontade dos demais era continuar. Começa então uma série de testes com vários vocalistas em Brasília. Rodrigo Prata então, nas suas andanças noturnas por Brasília, assiste a uma canja de um jovem cantor, Marceleza, que também possuía uma banda cover de Bob Marley nos moldes da banda O Cravo Rastafari, chamada Leões de Judah. Quim foi o encarregado de avisá-lo que havia sido escolhido.
O primeiro single do álbum foi "Um Anjo do Céu". O álbum conta com a participação de Seu Jorge na faixa "Sapo Cururu", Companhia de Teatro Os Melhores do Mundo e Fred Castro (ex-Raimundos) na faixa "Freio de Mão", Fauzi Beyodun na faixa "Quero Ver (Dub)". A banda também resolveu se radicar em São Paulo. O baixista Bruno Prieto, se junta ao grupo, substituindo Ricardo Marrara e assumindo o posto por definitivo em junho. Assim é fechada a formação da banda com Marceleza no vocal, Prata na guitarra, Bruno no baixo e Quim na bateria. A banda inicia uma turnê que se estenderia por todo o ano até meados de 2001. Ainda no mesmo ano, o Maskavo grava o videoclipe do single "Quero Ver".
A partir de 2001, a banda fez mais turnês pelo Brasil. Um dos pontos mais cativos da banda tornou-se a região Sul do pais. Nesse mesmo ano, foi gravado o álbum Asas, no estúdio Tambor, no Rio de Janeiro, com a produção de Rafael Ramos. O primeiro single do álbum foi "Mais Linda"; o segundo single foi "Asas". Ainda no mesmo ano, o Maskavo é a primeira banda confirmada do festival Planeta Atlântida.
O ano de 2002 começa com a participação da banda no Planeta Atlântida, que foi realizada em duas etapas, senda a primeira, em Atlântida, no Rio Grande do Sul, e a segunda em Florianópolis, em Santa Catarina. A Deckdisc gravou o show inteiro numa unidade móvel de gravação, para o lançamento de um futuro álbum nesse mesmo ano, sem que a banda soubesse, Ao Vivo em Atlântida, que conta com dez faixas ao vivo e mais quatro canções inéditas gravadas em estúdio. Foram lançados também dois videoclipes, "Até de Manhã" e "O Amor Não Sabe Esperar". Esse período também foi marcado por muitas viagens, a banda passa mais tempo na estrada do que em casa com a turnê do álbum ao vivo. A turnê vai até 2004 sem parar. A faixa "Asas", do álbum homônimo, foi trilha sonora da novela da O Beijo do Vampiro, da Rede Globo.

### O Som Que Vem da Luz do Sol,Transe Acústicoe saída de Quim Vasconcellos
Em 2004, a banda lança seu sexto álbum de estúdio, O Som Que Vem da Luz do Sol, agora pela Unimar Music. A banda então, entra para gravar 11 músicas inéditas compostas durante as turnês. O álbum foi produzido por Beto Machado, que colaborou como engenheiro de som em vários álbuns da banda.
Antes mesmo de terminado as gravações e o lançamento, o primeiro single do álbum, "Um Dia Mais Perfeito", é enviado às rádios. Durante a semana gravação e final de semana, a banda continuava a turnê. Esse disco também recebeu o prêmio de melhor disco de reggae concedido pelo Prêmio Dynamite 2005. Mais um ano com a agenda cheia de compromissos, viagens e turnês. a banda faz o primeiro show em Manaus. Trocam também o velho samples MPC por um tecladista de verdade, o maestro e pianista Felipe Passos.
No dia 18 de outubro de 2005, a banda gravou o primeiro DVD da carreira, no Theatro São Pedro, em Porto Alegre, intitulado Transe Acústico. O show de gravação contou com a participação de Fauzi Beydoun (Tribo de Jah). Também contou com a participação de Tico Santa Cruz (Detonautas), mas ficou de fora da edição final do álbum, por algum motivo desconhecido. O projeto também traz duas canções inéditas: "É Muito Melhor" e "Minha Moeda", esta última presente como faixa bônus. Inicialmente, o álbum foi distribuído pelo selo gaúcho Orbeat Music, e posteriormente pela multinacional Universal Music.
O ano começa com a divulgação do DVD e da turnê acústica. A banda é convidada a tocar em várias partes do pais, fazendo uma longa turnê. Com o CD e DVD, a banda é indicada ao Prêmio Multishow de Música Brasileira 2007 na categoria Revelação. A turnê se estende até o final de 2007, uma das mais longas turnês da carreira da banda. A faixa "Quero Ver", lançada originalmente no álbum Já, entra na novela Luz do Sol, da RecordTV. Em dezembro do mesmo ano, o baterista Quim Vasconcellos anunciou sua saída da banda, alegando estar cansado de viajar e ficar longe de casa e iniciando uma nova carreira de produtor musical, abrindo um estúdio de gravação e produção junto a Rodrigo Bragança, chamado Argila Music. Naná Aragão assume as baquetas e a turnê continua.

### Lovers RockeQueremos Mais 15 Anos ao Vivo
Em setembro de 2011, a banda fez sua primeira turnê pelo Japão e passou pelas cidades de Hamamatsu, Gunma, Nagoia, Tóquio e Osaka. Por onde passaram, tocaram para um público brasileiro que mora e trabalha no país. Com a virada para os anos 2010, a banda concentra suas energias para a produção de novas músicas que farão parte de um então futuro disco. Com a produção de Rodrigo Sanches e co-produção de Bruno e Prata, a banda se fecha nos estúdios da Trama, em São Paulo onde foram gravadas 12 músicas inéditas. No final de 2012, é lançado o álbum Lovers Rock. Para dar nome ao disco, é usado o lovers rock, um jeito de fazer reggae importado da Jamaica. Esse álbum foi indicado ao Prêmio Dynamite 2013 na categoria Melhor Álbum de Reggae.
Em 2015, é lançado o CD e DVD Queremos Mais 15 Anos ao Vivo, pelo selo independente Radar Records. O DVD foi gravado no dia 12 de junho de 2014, dia dos namorados e também o dia de estreia de Seleção Brasileira de Futebol na Copa do Mundo no Brasil. Traz 18 faixas que retratam toda a trajetória da banda até o momento. Com a direção geral de Heron Domingues, direção executiva de Felipe Di Martino, direção de áudio de Glauco Minossi e direção artística de Marcio Pêxi e Rodrigo Prata, foi totalmente captado durante o show no Opinião, em Porto Alegre. Com todos os ingressos vendidos e uma noite agradável no final de outono, a apresentação guarda momentos inesquecíveis gravados para a lembrança de todos. A turnê desse trabalho passou por várias capitais e cidades importantes do interior do Brasil.

### Nova formação
Em 2016, com o final da turnê do DVD, a banda entra em estúdio para preparar um material inédito. Porém, o baixista Bruno Prieto deixou o grupo e a banda iniciou uma nova fase, com o espírito renovado chamam o primeiro baixista e um dos fundadores da banda, Ricardo Marrara, para gravar o single Maria ou Joana. Porém, logo após as gravações, o baterista Márcio Pêxi deixou o grupo para dar continuidade à sua banda Diretoria e Marrara também não consegue conciliar sua agenda pessoal. Marceleza e Prata, resolvem chamar novos integrantes para a gravação do videoclipe de Maria ou Joana.
O primeiro convocado é o percussionista Nato Marolado, antigo amigo e fã do Maskavo, se candidatou para fazer um show em São Bernardo do Campo e conquistou a vaga. Com a saída do Bruno, Nato indica o baixista Rodrigo Celestino, e com a saída de Pexi, convidam Vini Gomes pra fazer o teste de baterista. A banda conta então com três novos membros, Vini Gomes e Nato Marolado são amigos de infância e se adaptam muito bem, mantendo o mesmo espírito de sempre da banda. Os três novatos ganharam o apelido de New Kids SBC. De contrato assinado com o selo Planet Music Brazil da Sony Music é projetado o lançamento de uma sequência de singles e seus devidos videoclipes.
Com a nova gravadora e planejado uma série de videoclipes em lugares cinematográficos para ilustrar um pouco dos cenários brasileiros. O primeiro single foi da faixa Maria ou Joana, o lugar escolhido foi a Chapada dos Veadeiros em Goiás. A Chapada e a Vila de São Jorge receberam a banda de braços abertos, é um local muito popular entre os brasilienses e atrais turistas de todos os lugares. As paisagens, cachoeiras e o cerrados ilustram bem o que é a região. Para o segundo videoclipe o Maskavo arruma as malas e vai para a Ilha de Fernando de Noronha filmar O Mar Pro Sonhador. A parceria com o Projeto Tamar possibilitou toda a viagem e a estrutura, já que a ilha é protegida e a entrada de pessoas é rigorosamente fiscalizada. Foi retratado no clipe todo o trabalho realizado pelo Tamar na proteção e preservação das tartarugas marinhas.
O terceiro video clipe da faixa Lá No Céu (Asa Branca) foi filmado no estado do Espirito Santo com a direção de Danilo Laslo. As locações escolhidas pra representar a música foram no Parque Estadual Paulo César Vinha, ao lado da Ponta da Fruta. O Parque Estadual foi o lugar ideal pra mostrar um pouco do Brasil às pessoas e mostrar que o Maskavo se preocupa com ecologia e apoia todas as manifestações pra preservar o meio ambiente.

## Integrantes

#### Atuais
- Prata: guitarra (1993 - presente)
- Marceleza: vocais (1999 - presente)
- Felipe Passos: teclados (2005 - presente)
- Vini Gomes: bateria (2016 - presente)
- Alexandre Santos: baixo (2019 - presente)

#### Anteriores
- Joana Lewis: vocal (1993 - 1996)
- Carlos Pinduca: guitarra (1993 - 1996)
- Txotxa: bateria (1993 - 1996)
- Marcelo Vourakis: vocal (1993 - 1999)
- Ricardo Marrara: baixo (1993 - 2000; 2016)
- Quim Vasconcellos: bateria (1996 - 2008); teclados (1996 - 2005)
- Bruno Prieto: baixo (2000 - 2016)
- Nato Marolado: percussão (2016 - 2019)
- Rodrigo Celestino: baixo (2016 - 2019)

#### Músicos de apoio
- Rodrigo Bragança: guitarra, violão e eBow (2005 - 2006)
- Naná Aragão: bateria (2008 - 2014)
- Márcio Pêxi: bateria (2014 - 2016)
- Inácio Bueno: bateria (2015 - 2016)
- Sid Poffo: teclados (2015 - 2016)
- Everton Velasques: baixo (2016)
- João Marcelo: baixo (2019)
- Rodrigo Botelho: vocal de apoio (2016)

## Discografia
| Ano  | Álbum                         | Formatos | Gravadora                                           |
| ---- | ----------------------------- | -------- | --------------------------------------------------- |
| 1995 | Maskavo Roots                 | CD, LP   | Banguela                                            |
| 1997 | Melodia que eu conheço        | CD       | Independente                                        |
| 1998 | Se não guenta, por que veio?  | CD       | Chaos                                               |
| 2000 | Já                            | CD       | Deck                                                |
| 2002 | Asas                          | CD       | Deck                                                |
| 2003 | Ao Vivo em Atlântida          | CD       | Deck                                                |
| 2004 | O som que vem da luz do sol   | CD       | Deja/Unimar                                         |
| 2006 | Transe Acústico               | CD, DVD  | Orbeat (original) Arsenal/Universal (reedição 2007) |
| 2012 | Lovers Rock                   | CD       | Tratore                                             |
| 2012 | Fundamental                   | Digital  | Deck                                                |
| 2015 | Queremos Mais 15 Anos ao Vivo | CD, DVD  | Radar                                               |
| 2023 | Maskavo Estúdio Showlivre     | Digital  | Showlivre                                           |

Singles e EPs
Maria Ou Joana (2016)
O Mar Pro Sonhador (2017)
Lá No Céu (Asa Branca) (2019)
Tocando Em Frente (2022)
Perto De Deus (2023)
São Jorge (2023)
Terra Multicor (2023)